# Zdeno Chára
Pour les articles homonymes, voir Chara.
Temple de la renommée : 2025
Zdeno Chára (né le 18 mars 1977 à Trenčín en Tchécoslovaquie -  aujourd'hui ville de Slovaquie) est un joueur professionnel slovaque de hockey sur glace évoluant comme défenseur pour les Islanders de New York dans la Ligue nationale de hockey (LNH). Il a aussi joué pour les Sénateurs d'Ottawa, les Bruins de Boston et les Capitals de Washington. Avec ses 2,06 m, il est le plus grand joueur de l'histoire de la LNH.
Chára a été le capitaine des Bruins de Boston de 2006 à 2020. Il a remporté le trophée James-Norris, à titre de meilleur défenseur de la ligue en 2009, devenant le premier slovaque à remporter le trophée et le deuxième européen à le faire après Nicklas Lidström. En 2011, 2013 et 2019, Chára a été le capitaine des Bruins pendant leurs apparitions dans la finale de la Coupe Stanley.
Le 24 février 2022, Chára a surpassé le record du plus grand nombre de matchs joués en saison régulière par un défenseur qui était détenu par Chris Chelios, en jouant son 1 652 match.

## Biographie

### Islanders de New York (1997-2001)
Il est repêché en 56e position par les Islanders de New York lors du repêchage d'entrée dans la LNH 1996. Chára joue son premier match dans la LNH dans une victoire de 3-2 contre les Red Wings de Détroit, au Joe Louis Arena, après avoir été rappelé des Thoroughblades du Kentucky dans la LAH.

### Sénateurs d'Ottawa (2001-2006)
Le 23 juin 2001, il est échangé aux Sénateurs d'Ottawa avec le 2e choix global du repêchage 2001 et Bill Muckalt contre Alexander Yashin.
Il fait ses débuts avec les Sénateurs le 3 octobre 2001 dans une victoire 5 à 4 contre les Maple Leafs de Toronto. Dans sa première campagne avec Ottawa, il obtient 10 buts et 13 aides en 75 parties. En séries éliminatoires, les Sénateurs battent les Flyers de Philadelphie en 5 parties lors du premier tour, mais sont éliminés le tour suivant par les Maple Leafs de Toronto en 7 parties, pour une troisième année consécutive. Chara termine les séries avec 1 aide en 10 parties.

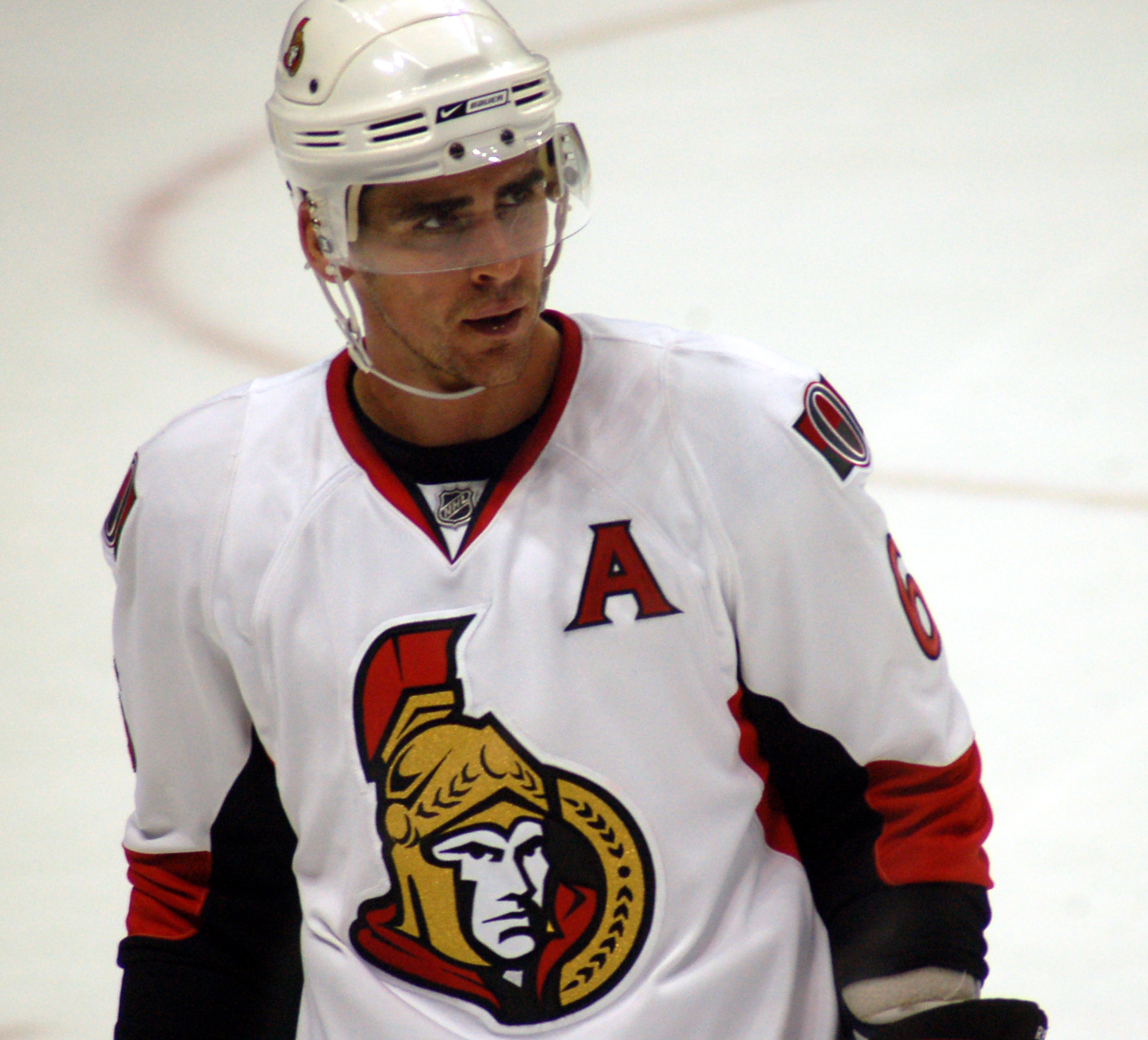
En 2006, les Sénateurs décident de garder Wade Redden (photo) plutôt que Chara

À la fin de la saison 2005-2006, les Sénateurs font face à un dilemme. Ils ne peuvent garder qu'un seul de leurs deux meilleurs défenseurs (Chara et Wade Redden), les deux étant agents libres sans restriction et les Sénateurs ne pouvant pas se permettre de signer les deux en raisons de la masse salariale imposée par la ligue. Les Sénateurs décident finalement de garder Wade Redden en le signant avec un contrat de 2 ans et 13 000 000 $ avec une clause de non-échange, le 30 juin 2006.

### Bruins de Boston (2006-2020)

#### Premières années avec les Bruins
Il signe avec les Bruins le 1er juillet 2006, un contrat de 5 ans et 37,5 millions de dollars. Il est également nommé capitaine des Bruins le 3 octobre 2006, alors qu'il venait d'arriver avec les Bruins quelques mois plus tôt, devenant le troisième Slovaque à être nommé capitaine dans la LNH, après Stan Mikita des Black Hawks de Chicago et Peter Šťastný des Nordiques de Québec.
Grâce à ses qualités défensives et son tir frappé, il participe au Match des étoiles en 2007 et en 2008, où il remporte à chaque fois la compétition du lancer le plus rapide devant Sheldon Souray (2007) puis Vincent Lecavalier (2008), avec un tir à plus de 166 km/h (103,1 mph). En 2009, lors du 57e Match des étoiles de la LNH, il bat le record du tir le plus puissant dans la LNH avec 105,4 mph (169,6 km/h), record jusqu'alors détenu par Al Iafrate. Il améliore ce record lors du 58e Match des étoiles de la LNH, avec un tir à 170,4 km/h (105,9 mph). Lors du 59e Match des étoiles de la LNH, il repousse ce record à 175,09 km/h (108,8 mph).
Lors d'une victoire 7-0 contre les Hurricanes de la Caroline, le 17 janvier 2011, il réalise son premier tour du chapeau de sa carrière en marquant trois buts en un match. Il est également le quatrième défenseur de l'histoire des Bruins à réaliser cet exploit après Bobby Orr, Raymond Bourque et Glen Wesley.

#### Incident Pacioretty de 2011 et la Coupe Stanley
Le 8 mars 2011, lors d'un affrontement contre les Canadiens de Montréal, il blesse gravement l'ailier étoile du Canadien Max Pacioretty après lui avoir appliqué une violente mise en échec devant le banc des joueurs. La tête de Pacioretty frappe violemment le coin des baies vitrées avant de retomber sur la glace, le laissant avec une fracture de la quatrième vertèbre cervicale et une commotion cérébrale. Cependant, aucune suspension lui fut imposée par la LNH. Le Service de police de la ville de Montréal a ouvert une enquête à propos de cet accident tandis que certains politiciens se sont penchés sur la question de savoir s'ils devraient légiférer pour contrer la violence au hockey sur glace.
Un peu plus de trois mois plus tard, il remporte la Coupe Stanley avec les Bruins en disposant des Canucks de Vancouver par la marque de quatre victoires contre trois en finale. Il devient par le fait même le second capitaine européen de l'histoire de la LNH à mener son équipe à la Coupe Stanley, après Nicklas Lidström en 2008.

### Capitals de Washington (2020-2021)
Le 30 décembre 2020, quelques jours avant le début du camp d’entraînement, étant agent libre, il signe un contrat d’un an de 750 000$ avec les Capitals de Washington.

### Retour à Long Island (2021-2022)
Le 18 septembre 2021, il signe un contrat d'un an avec les Islanders de New York.

### La retraite
Le 20 septembre 2022, il signe un contrat d'une journée avec les Bruins de Boston et annonce qu'il prend sa retraite après une carrière de 24 ans dans la LNH.

### Carrière internationale
Il est porte-drapeau de la Slovaquie aux Jeux olympiques d'hiver de 2014 à Sotchi. 

## Statistiques

### En club
| Saison     | Équipe                     | Ligue      |       | Saison régulière | Saison régulière | Saison régulière | Saison régulière | Saison régulière |    | Séries éliminatoires | Séries éliminatoires | Séries éliminatoires | Séries éliminatoires | Séries éliminatoires |
| Saison     | Équipe                     | Ligue      | PJ    | B                | A                | Pts              | Pun              | PJ               | B  | A                    | Pts                  | Pun                  |                      |                      |
| 1996-1997  | Cougars de Prince George   | LHOu       | 49    | 3                | 19               | 22               | 120              | 15               | 1  | 7                    | 8                    | 45                   |                      |                      |
| 1997-1998  | Thoroughblades du Kentucky | LAH        | 48    | 4                | 9                | 13               | 125              | 1                | 0  | 0                    | 0                    | 4                    |                      |                      |
| 1997-1998  | Islanders de New York      | LNH        | 25    | 0                | 1                | 1                | 50               | -                | -  | -                    | -                    | -                    |                      |                      |
| 1998-1999  | Islanders de New York      | LNH        | 59    | 2                | 6                | 8                | 83               | -                | -  | -                    | -                    | -                    |                      |                      |
| 1998-1999  | Lock Monsters de Lowell    | LAH        | 23    | 2                | 2                | 4                | 47               | -                | -  | -                    | -                    | -                    |                      |                      |
| 1999-2000  | Islanders de New York      | LNH        | 65    | 2                | 9                | 11               | 57               | -                | -  | -                    | -                    | -                    |                      |                      |
| 2000-2001  | Islanders de New York      | LNH        | 82    | 2                | 7                | 9                | 157              | -                | -  | -                    | -                    | -                    |                      |                      |
| 2001-2002  | HC Dukla Trenčín           | Extraliga  | 8     | 2                | 2                | 4                | 32               | -                | -  | -                    | -                    | -                    |                      |                      |
| 2001-2002  | Sénateurs d'Ottawa         | LNH        | 75    | 10               | 13               | 23               | 156              | 10               | 0  | 1                    | 1                    | 12                   |                      |                      |
| 2002-2003  | Sénateurs d'Ottawa         | LNH        | 74    | 9                | 30               | 39               | 116              | 18               | 1  | 6                    | 7                    | 14                   |                      |                      |
| 2003-2004  | Sénateurs d'Ottawa         | LNH        | 79    | 16               | 25               | 41               | 147              | 7                | 1  | 1                    | 2                    | 8                    |                      |                      |
| 2004-2005  | Färjestads BK              | Elitserien | 33    | 10               | 15               | 25               | 132              | 13               | 3  | 5                    | 8                    | 82                   |                      |                      |
| 2005-2006  | Sénateurs d'Ottawa         | LNH        | 71    | 16               | 27               | 43               | 135              | 10               | 1  | 3                    | 4                    | 23                   |                      |                      |
| 2006-2007  | Bruins de Boston           | LNH        | 80    | 11               | 32               | 43               | 100              | -                | -  | -                    | -                    | -                    |                      |                      |
| 2007-2008  | Bruins de Boston           | LNH        | 77    | 17               | 34               | 51               | 114              | 7                | 1  | 1                    | 2                    | 12                   |                      |                      |
| 2008-2009  | Bruins de Boston           | LNH        | 80    | 19               | 31               | 50               | 95               | 11               | 1  | 3                    | 4                    | 12                   |                      |                      |
| 2009-2010  | Bruins de Boston           | LNH        | 80    | 7                | 37               | 44               | 87               | 13               | 2  | 5                    | 7                    | 29                   |                      |                      |
| 2010-2011  | Bruins de Boston           | LNH        | 81    | 14               | 30               | 44               | 88               | 24               | 2  | 7                    | 9                    | 34                   |                      |                      |
| 2011-2012  | Bruins de Boston           | LNH        | 79    | 12               | 40               | 52               | 86               | 7                | 1  | 2                    | 3                    | 8                    |                      |                      |
| 2012-2013  | HC Lev Prague              | KHL        | 25    | 4                | 6                | 10               | 24               | -                | -  | -                    | -                    | -                    |                      |                      |
| 2012-2013  | Bruins de Boston           | LNH        | 48    | 7                | 12               | 19               | 70               | 22               | 3  | 12                   | 15                   | 20                   |                      |                      |
| 2013-2014  | Bruins de Boston           | LNH        | 77    | 17               | 23               | 40               | 66               | 12               | 2  | 2                    | 4                    | 14                   |                      |                      |
| 2014-2015  | Bruins de Boston           | LNH        | 63    | 8                | 12               | 20               | 42               | -                | -  | -                    | -                    | -                    |                      |                      |
| 2015-2016  | Bruins de Boston           | LNH        | 80    | 9                | 28               | 37               | 71               | -                | -  | -                    | -                    | -                    |                      |                      |
| 2016-2017  | Bruins de Boston           | LNH        | 75    | 10               | 19               | 29               | 59               | 6                | 0  | 1                    | 1                    | 2                    |                      |                      |
| 2017-2018  | Bruins de Boston           | LNH        | 73    | 7                | 17               | 24               | 60               | 12               | 1  | 2                    | 3                    | 4                    |                      |                      |
| 2018-2019  | Bruins de Boston           | LNH        | 62    | 5                | 9                | 14               | 57               | 23               | 2  | 4                    | 6                    | 16                   |                      |                      |
| 2019-2020  | Bruins de Boston           | LNH        | 68    | 5                | 9                | 14               | 60               | 13               | 0  | 2                    | 2                    | 8                    |                      |                      |
| 2020-2021  | Capitals de Washington     | LNH        | 55    | 2                | 8                | 10               | 44               | 5                | 0  | 0                    | 0                    | 2                    |                      |                      |
| 2021-2022  | Islanders de New York      | LNH        | 72    | 2                | 12               | 14               | 85               | -                | -  | -                    | -                    | -                    |                      |                      |
| Totaux LNH | Totaux LNH                 | Totaux LNH | 1 680 | 209              | 471              | 680              | 2 085            | 200              | 18 | 52                   | 70                   | 218                  |                      |                      |

### En équipe nationale
| Année | Équipe    | Compétition          |    | PJ | B | A | Pts | Pun               |  | Résultat |
| 1999  | Slovaquie | Championnat du monde | 6  | 1  | 0 | 1 | 6   | 7e place          |  |          |
| 2000  | Slovaquie | Championnat du monde | 9  | 0  | 0 | 0 | 12  | Médaille d'argent |  |          |
| 2001  | Slovaquie | Championnat du monde | 7  | 0  | 1 | 1 | 10  | 7e place          |  |          |
| 2004  | Slovaquie | Championnat du monde | 9  | 2  | 0 | 2 | 2   | 4e place          |  |          |
| 2004  | Slovaquie | Coupe du monde       | 4  | 0  | 2 | 2 | 8   | 7e place          |  |          |
| 2005  | Slovaquie | Championnat du monde | 7  | 0  | 2 | 2 | 2   | 5e place          |  |          |
| 2006  | Slovaquie | Jeux olympiques      | 6  | 1  | 1 | 2 | 2   | 5e place          |  |          |
| 2007  | Slovaquie | Championnat du monde | 7  | 3  | 1 | 4 | 4   | 6e place          |  |          |
| 2010  | Slovaquie | Jeux olympiques      | 7  | 0  | 3 | 3 | 6   | 4e place          |  |          |
| 2012  | Slovaquie | Championnat du monde | 10 | 2  | 2 | 4 | 4   | Médaille d'argent |  |          |
| 2014  | Slovaquie | Jeux olympiques      | 4  | 0  | 1 | 1 | 4   | 11e place         |  |          |
| 2016  | Europe    | Coupe du monde       | 6  | 2  | 0 | 2 | 6   | Finaliste         |  |          |

## Trophées et honneurs personnels

### Ligue nationale de hockey
- 2002-2003 : participe au 53e Match des étoiles de la LNH (1)
- 2003-2004 : sélectionné dans la première équipe d'étoiles (1)
- 2005-2006 : sélectionné dans la deuxième équipe d'étoiles (1)
- 2006-2007 : participe au 55e Match des étoiles de la LNH (2)
- 2007-2008 : 
  - participe au 56e Match des étoiles de la LNH (3)
  - sélectionné dans la deuxième équipe d'étoiles (2)
- 2008-2009 : 
  - remporte le trophée James-Norris[18]
  - participe au 57e Match des étoiles de la LNH (4)
  - sélectionné dans la première équipe d'étoiles (2)
- 2010-2011 :
  - vainqueur de la coupe Stanley avec les Bruins de Boston
  - remporte le trophée Mark-Messier
  - participe au 58e Match des étoiles de la LNH (5)
  - sélectionné dans la deuxième équipe d'étoiles (3)
- 2011-2012 :
  - participe au 59e Match des étoiles de la LNH (6)
  - sélectionné dans la deuxième équipe d'étoiles (4)
- 2013-2014 : sélectionné dans la première équipe d'étoiles (3)

### Championnat du monde
- 2012 : nommé meilleur défenseur
- 2012 : nommé dans l'équipe type des médias

## Transactions
- Le 23 juin 2001 : échangé aux Sénateurs d'Ottawa par les Islanders de New York avec Bill Muckalt et un choix de 1re ronde au repêchage de 2001 (qui sélectionne Jason Spezza) en retour de Alekseï Iachine
- Le 1er juillet 2006 : signe avec les Bruins de Boston comme joueur autonome.

## Vie personnelle
Avant d'être repêché dans la LNH, les entraîneurs de Chára dans sa Slovaquie natale ont tenté de le persuader de jouer au basketball, en raison de sa taille.
Chára a épousé sa copine de longue date, Tatiana Biskupicová, le 14 juillet 2007, dans une église catholique de Nemšová, en Slovaquie. Tatiana a donné naissance au premier enfant du couple, sa fille Elliz Victoria Chára (Chárová), le 27 avril 2009. Le 7 mars 2016, Chára est devenu le père de jumeaux, Zack et Ben. Tous les trois de leurs enfants sont nés à Boston.
Chára est un polyglotte, parlant six langues en dehors de son slovaque natal: tchèque, polonais, suédois, russe, allemand et anglais.